# Řezenské příměří

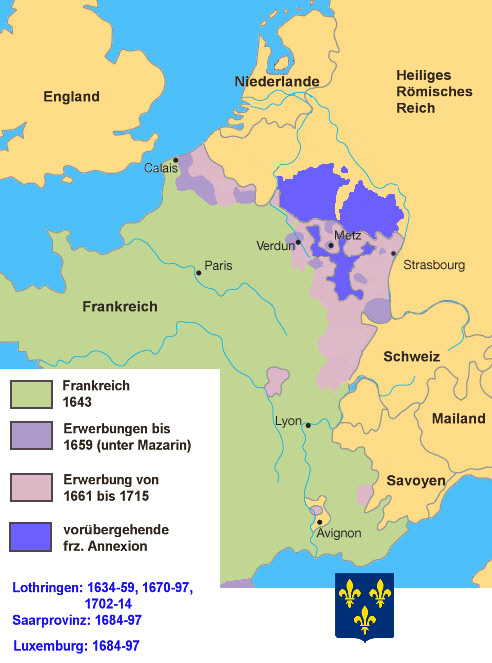
Reunie Ludvíka XIV.

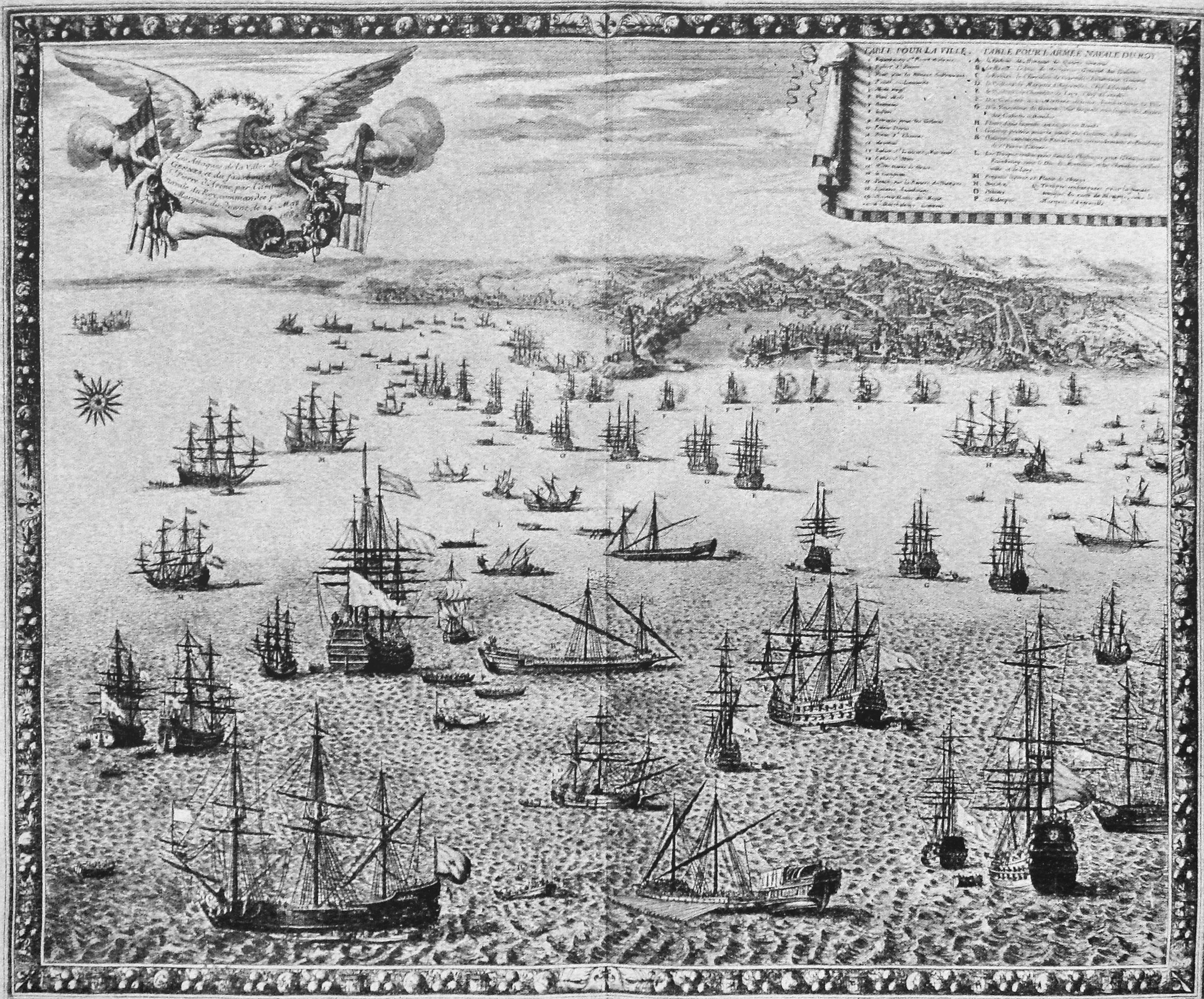
Bombardování Janova

Řezenské příměří (nepřesně řezenský mír) bylo uzavřeno v roce 1684 mezi francouzským králem Ludvíkem XIV. a císařem Leopoldem I. jako ukončení války reunií.

## Historie
Ludvík XIV. vydal pokyn k přezkoumání územních nároků v příhraničních oblastech, o něž vedl spory a které by mu mohly po válce legálně patřit.
Po prohlédnutí městských archivů a různých mírových dohod si úředníci „všimli“, že určitá území přestala být součástí jejich jurisdikce, a stěžovali si na to u soudu. Ludvík o situaci prohlásil, že není únosná, a proto se rozhodl situaci zlepšit ve prospěch místních (připojit k Francii). Jako součást své propagace prohlásil, že Španělsko je bezzubé a císař má víc starostí s Osmany.
Ludvík XIV. připojil Štrasburk v roce 1681, poté v listopadu 1683 obsadil Courtrai a v červnu 1684 Lucembursko, dvě města ve španělském Nizozemsku. Dále také kraj Vaudémont, město Sarrebourg, knížectví Salm-Salm, okres Saarbrücken a okres Deux-Ponts. V květnu 1684 francouzská flotila bombardovala a zapálila janovský přístav.
Spojené provincie, které byly ohroženy postupem Francie ve španělském Nizozemsku, se obávaly, že budou další obětí, a raději se 29. června 1684 vyhnuly vyhlášení války vypovězením spojenectví se Španělskem.

## Důsledky příměří
Ve svém boji proti Osmanům císař Leopold I. dočasně v Řeznu z 15. srpna 1684 uznal akvizice Ludvíka XIV. v Alsasku a v Sársku. Španělsko učinilo totéž 20. srpna u akvizic ve španělském Nizozemsku. Tyto akvizice byly uzavřeny na dobu dvaceti let (jednalo se o příměří, nikoli o mír). O čtyři roky později vypukla devítiletá válka.